# Sándor Csoóri

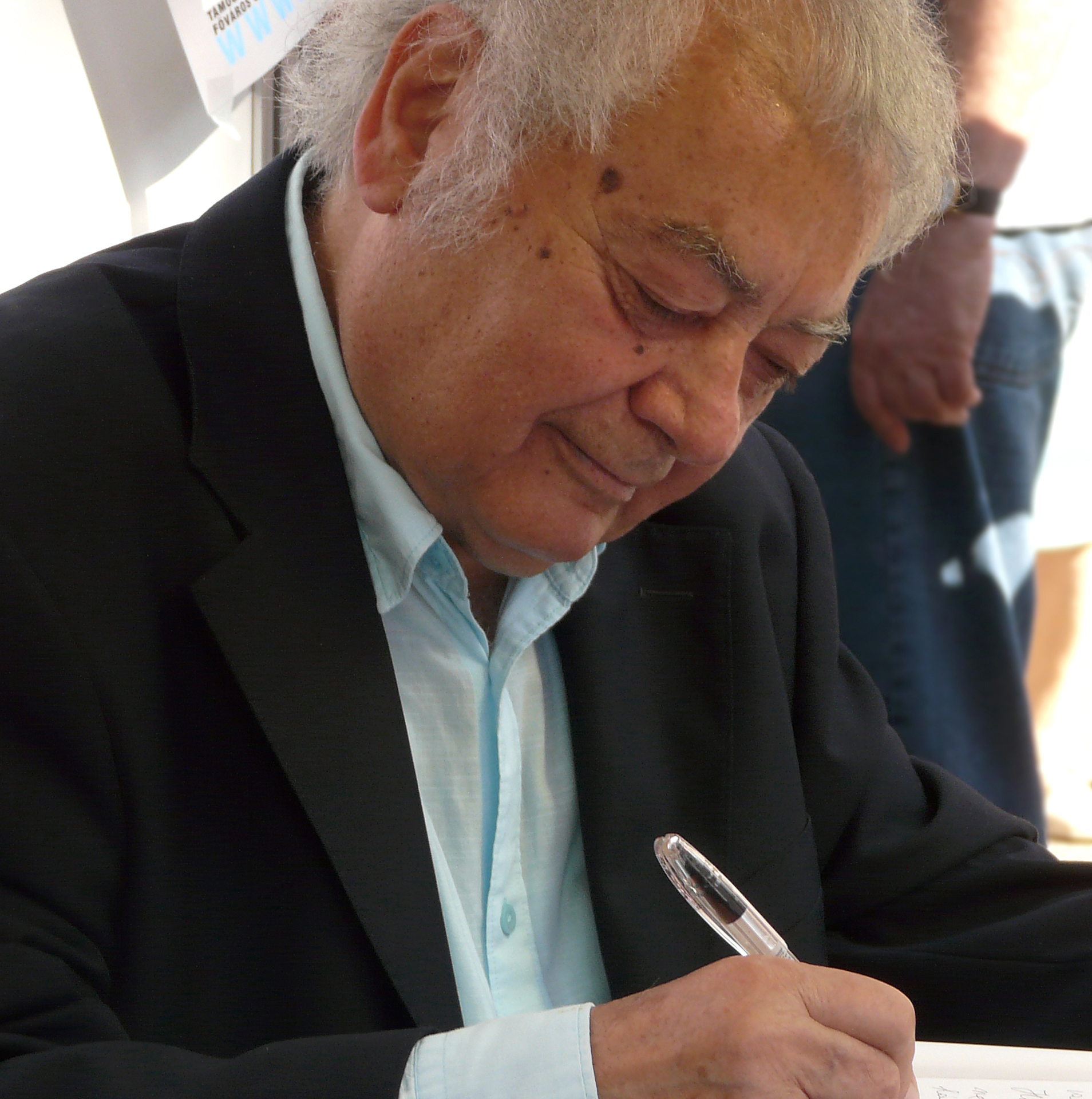
Csoóri in 2010

Sándor Csoóri (Zámoly, 3 februari 1930 – Üröm, 12 september 2016) was een Hongaars dichter, essayist, schrijver en politicus.

## Biografie
Csoóri werd geboren in een gereformeerde boerenfamilie. Hij studeerde af in 1950 aan het Gereformeerde College te Pápa (Hongarije), daarna aan de Loránd Eötvösuniversiteit te Boedapest waar hij wegens ziekte zijn studies diende stop te zetten. Hij werkte voor diverse kranten en tijdschriften: voor “Irodalmi újság” (Literaire Krant) van 1953 tot 1954 als werknemer, van 1955 tot 1956 bij “Új Hang” (Nieuwe Klank) als eindredacteur. Na 1956 kon hij enige tijd geen werk vinden, pas aan het begin van de jaren 1960 werd hij werknemer op de krantenredactie van het Technische Universiteit van Boedapest. Van 1968 tot 1988 was hij dramaturg bij MAFILM.
De autoriteiten beseften al snel dat Csoóri geen deelgenoot was van hun gedachtegoed. In zijn geschriften bekritiseerde hij de dictatuur van het individu, vooral de plattelandsbewoners, en het daarmee samenhangende destructieve effect. Hij stond soms voor jaren onder zwijgplicht en observatie en kreeg geen prijzen als blijk van erkenning. Hij woonde in Boedapest, waar hij samenkwam met vrienden in de koffiehuizen van de binnenstad. Onder hen: Miklós Jancsól (filmregisseur), Ottó Orbán, György Konrád, Ferenc Kósa. In de jaren zestig kwam zijn dichtkunst tot bloei. Onder het tijdperk van János Kádár groeide hij uit tot een van diens markantste tegenstanders.
Zijn eerste gedichten verschenen in 1953 en zorgden vanwege hun kritische toon voor veel ophef ten tijde van het regime van Rákosi. In de eerste bundel Felröppen a madár (De Opvliegende Vogel) (1954) trad hij in de voetsporen van Sándor Petőfi. De jaren zeventig vertoonden een typisch dichterlijk karakter, en ze werden gekenmerkt door een overvloed aan metafysische beelden en een reeks onverwachte en verrassende associaties waardoor het een kenmerk werd voor een persoonlijke inzet voor de gemeenschap. Lajos Szakolczay zei hierover: „Miklós Zrínyi (dichter) nam het zwaard uit de handen, en Dezső Kosztolányi drapeerde een zijden sjaal rond zijn nek.”
Volgens András Görömbei is “het dichterschap de grootste literaire verdienste die onmiskenbaar de eigen kleur overdraagt als belangrijkste trend, waardoor voorgangers en tijdgenoten van Bálint Balassi tot László Nagy (dichter) werden gevormd”. Zoals de monografieschrijver het stelt, zijn de gedichten van Csoóri “gelaagd, (…) rijk aan beelden, met een aanschouwelijke expressieve directheid en de hiermee gepaard gaande surrealistische associaties. De natuur en de kosmos zijn deel en symbool van de menselijke aangelegenheden en suggereren rusteloosheid en innerlijke vrede op hetzelfde ogenblik. Zijn dichtwerken werden in vele talen vertaald.
In zijn essays gebruikte hij plots beelden en een logische aanpak. Literaire beelden, onderwerpen zoals volkspoëzie, historische onderwerpen, geschriften over de analyse van nationale aandachtspunten evenals gebeurtenissen uit zijn eigen leven werden in zijn essays beschreven en publiceerde hij sinds het begin van de jaren zestig. László Németh (schrijver) en Gyula Illyés die in zijn voetsporen volgen, brengen het Hongaarse essay tot een hoogtepunt. “De essays van Csoóri verdiepen het Hongaarse nationale zelfbewustzijn en verrijken er de basis van” schrijft András Görömbei.

## Werken
- Tudósítás a toronyból, 1963 (Kennis vanuit de toren)
- Iszapeső, 1981 , (Modderregen) een korte etnografische roman
- Lekvárcirkusz bohócai, 1969 (Clowns van het marmeladecircus)
- Lábon járó verőfény, 1987 (Te voet door het zonlicht)
- Ördögfióka, 2006 (Filiaal van de duivel)
- Moziba megy a Hold, 2008 (De maan gaat naar de bioscoop)
- Verzamelde Gedichten, 2000 zag het daglicht als “A jövő szökevénye” (De volgende deserteur)
- Een verzameling van geselecteerde Gedichten, 2004 “Elkártyázott köpeny” (Verspeelde mantel)
- Tizenhét kő a parton 2007 (Zeventien stenen op het strand) – Gebundelde essays
- Harangok zúgnak bennem 2009 (De klokken bulderen in mij)

In de jaren zestig was hij de populaire leider van de oppositie en speelde hij een belangrijke rol bij de veranderingen van 1989. Herhaaldelijk werd hem het zwijgen opgelegd, er werden duizenden pagina’s processen-verbaal opgemaakt. Tot 1990 echter bleef zijn populariteit zeer hoog. Zijn lezingen trokken meestal overvolle zalen. In 1985 nam hij deel aan de oppositievergadering “Monori”. In 1987 was hij een van de oprichters van het Hongaars Democratisch Forum en in 1992 werd hij bestuurslid van de Partij. Vanaf 1988 was hij voorzitter van de redactie van het tijdschrift “Hitel” en vanaf 1992 is hij er hoofdredacteur. Sinds 2000 was hij president van de Hongaarse Wereldfederatie.

## Prijzen
- József Attilaprijs (1954, 1970)
- Alföldprijs (1978, 1990)
- Herderprijs (1981)
- Bibó Istvánprijs (1984)
- Az Év Könyveprijs (1985, 1995, 2004)
- Déry Tiborprijs (1987)
- Fitz Józsefprijs (1989)
- Kossuthprijs (1990)
- Magvető Könyvkiadó Nívóprijs (1990)
- Radnóti Biennálé Költészeti Főprijs (1990)
- Eeva Joenpeltoprijs (1995)
- Károli Gáspárprijs (1997)
- Magyar Örökségprijs (1997, 2005)
- Kruis van verdienste in de Hongaarse Orde (2000)
- Magyar Művészetértprijs (2004)
- Balassi Bálint-emlékkard (Zwaard van Herinnering) (2006)
- Prima Primissimaprijs (2008)
- Kossuthprijs (2012)

## Bron
- Dit artikel of een eerdere versie ervan is een (gedeeltelijke) vertaling van het artikel Csoóri Sándor op de Hongaarstalige Wikipedia, dat onder de licentie Creative Commons Naamsvermelding/Gelijk delen valt. Zie de bewerkingsgeschiedenis aldaar.

- Bibsys: 90182366
- Bibliothèque nationale de France: cb12191622p (data)
- CiNii: DA07672754
- Digitale Bibliotheek voor de Nederlandse Letteren: csoo001
- Gemeinsame Normdatei: 118981730
- International Standard Name Identifier: 0000 0001 1810 1828
- Library of Congress Control Number: n83226602
- Nationale Bibliotheek van Letland: 000013688
- Nationale Bibliotheek van Tsjechië: ola2002159042
- Nationale Bibliotheek van Israël: 987007425807205171
- Nationale Bibliotheek van Polen: a0000001247469
- Nederlandse Thesaurus van Auteursnamen: 071984070
- Réseau des bibliothèques de Suisse occidentale: 02-A017578824
- LIBRIS: 182569
- Système universitaire de documentation: 03051763X
- Virtual International Authority File: 99687083
- WorldCat: E39PBJhmJ4PxRdrcv6QKf93WjC